# Ring (matematik)
 For alternative betydninger, se Ring. (Se også artikler, som begynder med Ring)
Inden for abstrakt algebra er en ring en struktur {\displaystyle (R,\cdot ,+)} der opfylder følgende tre betingelser:
1. {\displaystyle (R,+)} er en kommutativ gruppe.
2. {\displaystyle (R,\cdot )} er associativ (i reglen ikke gruppe).
3. {\displaystyle \forall a,b,c\in R:a\cdot (b+c)=a\cdot b+a\cdot c} og {\displaystyle (a+b)\cdot c=a\cdot c+b\cdot c}

Som regel skrives {\displaystyle ab} i stedet for {\displaystyle a\cdot b}.
Hvis der findes et neutralt element med hensyn til {\displaystyle \cdot }, er det entydigt og skrives {\displaystyle 1}. Nogle forfattere kræver eksistensen af {\displaystyle 1} for at kalde strukturen en ring og kalder en ring uden dette element for en pseudoring. Omvendt vil en forfatter, der ikke kræver eksistensen af dette multiplikativt neutrale element, kalde en ring med elementet for en unitær ring.
En ring, hvor {\displaystyle (R,\cdot )} er kommutativ kaldes selv kommutativ eller abelsk.
En kommutativ ring, hvor
{\displaystyle (R\setminus \{0\},\cdot )} er en gruppe, idet {\displaystyle 0} angiver det neutrale element i {\displaystyle (R,+)}, kaldes for et legeme.
En kommutativ ring, hvori nulregelen {\displaystyle ab=0\Leftrightarrow a=0\lor b=0} gælder, kaldes for et integritetsområde. Specielt er et legeme også et integritetsområde.
Karakteristikken af en ring R med multiplikativt neutralt element 1R er defineret til at være det mindste positive heltal n, så
n1R = 0,
hvor n1R er
1R + ... + 1R med n summander.